# Bonifacio Ondó Edu
Bonifacio Ondó Edú-Aguong (1922 - 5 de março de 1969) foi o primeiro-ministro da Guiné Equatorial enquanto ainda estava sob o domínio colonial espanhol, como Guiné Espanhola. Nascido numa família privilegiada, ele assumiu o cargo quando o país ganhou autonomia, em 1963, e concorreu na primeira eleição presidencial do país em 1968, perdendo na segunda volta. Ele entregou o poder ao recém-eleito presidente Francisco Macías Nguema em 12 de outubro de 1968 (dia da independência). Ele foi preso e cometeu oficialmente suicídio apenas alguns meses depois. Outro relato diz que ele voltou em 1969 do exílio no Gabão e foi morto.